# 제71보병사단 (독일 국방군)

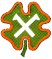
사단 마크

독일 71 보병사단은 전쟁 직전인 1939년 8월에 창설되었다. 이 사단은 1940년 5월까지 독일-프랑스 국경선에 축성된 독일측 방어선인 서부 방벽에서 수비 임무를 맡았고, 이후 프랑스 침공전에 합류하였다. 그 이후 이 사단은 9월까지 프랑스와 룩셈부르크에서 점령군 임무를 수행했다. 1940년 10월부터 1941년 1월에 걸쳐 OKH 직할로 교도부대로 활동했다. 프레제미슬 (Prezmysl)로 이동한 후 1941년 6월 바르바로사 작전에 참가했다. 1941년 11월부터 1942년 4월까지, 휴식과 재정비를 위해 벨기에로 철수하여 그곳에서 교도부대로 활동했다.
러시아 전선으로 복귀한 후 사단은 1943년 초, 스탈린그라드에서 6군 휘하에서 싸우다가 전력의 대부분을 상실했다. 1943년 여름 내내 재편성되었고, 1943년 가을부터 1944년 말까지 이탈리아 전선의 몬테 카시노 전투에서 연합군과 싸웠다. 생존자들은 이탈리아 북부와 헝가리로 보내졌고 최후의 생존자들은 오스트리아의 세인트 바이트에서 영국군에 항복했다.